# Muhaqqaq

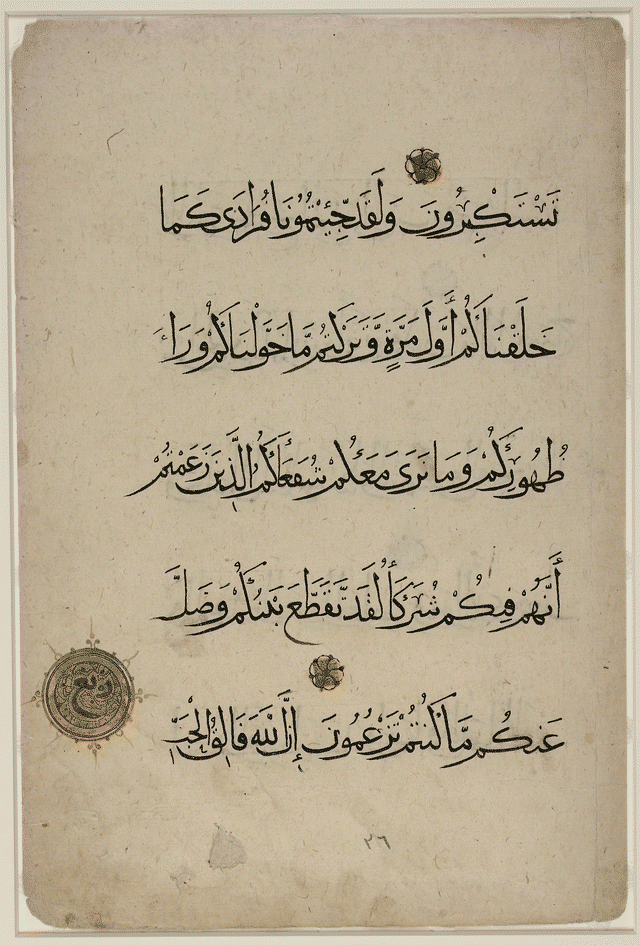
Manuscrito do Alcorão escrito no estilo muhaqqaq

Muhaqqaq é um dos seis estilos principais de caligrafia árabe. A palavra árabe muḥaqqaq (محقَّق) significa «consumado» ou «claro» e usava-se originalmente para denotar qualquer texto de caligrafia realizada.
Frequentemente usado para copiar os maṣāḥif (singular mushaf, folhas soltas do Alcorão), este estilo majestoso de escrita é considerado um dos mais belos, bem como um dos mais difíceis de executar propriamente. O estilo viu o seu maior uso durante a era mameluca (1250-1516). No império otomano, foi gradualmente substituído pelos estilos Thuluth e Naskh e, a partir do século XVIII, o seu uso foi em grande medida restrito à escrita de basmala em hilyas (ornamentos dedicados a Maomé).
A referência mais antiga à escrita muḥaqqaq encontra-se no Kitab al-Fihrist de Ibne Nadim, e o termo provavelmente foi usado para denotar um estilo de escrita específico desde o início da era abássida. Mestres caligráficos como Ibne Mucla e Ibne Albauabe contribuíram para o desenvolvimento deste e doutros estilos e definiram as suas regras e padrões dentro da caligrafia islâmica.